# Jan Wołek
Jan Wołek (ur. 20 czerwca 1954 w Warszawie) – polski malarz, poeta, pisarz, pieśniarz i karykaturzysta. Laureat nagród kilkunastu festiwali, w tym dwukrotny zwycięzca Studenckiego Festiwalu Piosenki w Krakowie; wielokrotny uczestnik i laureat Festiwalu Artystycznego Młodzieży Akademickiej FAMA, twórca ok. 3000 piosenek, autor kilku książek.

## Życiorys
Studiował estetykę w Instytucie Filozofii na Uniwersytecie Warszawskim. W latach 70. brał udział w studenckim ruchu kulturalnym, gdzie dał się poznać jako jeden z najwybitniejszych twórców „piosenki studenckiej”. Był wielokrotnie nagradzany na ogólnopolskich festiwalach. Jego teksty prezentowane były podczas występów w kabarecie ZAKR i Pod Egidą.
Jako artysta malarz uczestniczył w plenerach i wystawach zbiorowych. Ma za sobą szereg wystaw indywidualnych w Warszawie (14), Poznaniu (2), Olsztynie (3), Kazimierzu (3), Lublinie (2), Bielsku-Białej (1), Koninie (1), Kielcach (1), Sopocie (2), Stuttgarcie (1), Berlinie (1), Irkucku (1), Tokio (1), Chicago (1), Toronto (6), Montrealu (1), Lwowie (2), Krzemieńcu (1), Grodnie (1). Ałmaty (1), Iławie (2), Zielonej Górze (1), Żarach (1), Międzyzdrojach (1) oraz Biszkeku (1). Ma autorską galerię w Kazimierzu nad Wisłą.
Powszechnie stał się znany jako kompozytor, autor tekstów poetyckich i licznych przebojów wykonywanych przez czołowych artystów estrady, jak Irena Santor, Łucja Prus, Irena Jarocka, Alicja Majewska, Maryla Rodowicz, Grażyna Łobaszewska, Edyta Geppert, Andrzej Poniedzielski, Hanna Banaszak, Jolanta Kaczmarek, Zbigniew Wodecki, Michał Bajor, Halina Frąckowiak, Anna Maria Jopek, Danuta Błażejczyk, Janusz Radek, Justyna Szafran, Lora Szafran, Katarzyna Groniec, Marian Opania, Mariusz Bogdanowicz, Marek Torzewski, Andrzej Zaucha, Ryszard Sygitowicz, Krzysztof Ścierański i Mirosław Czyżykiewicz.
Publikował wiersze, felietony i opowiadania. Autor kilku książek, w tym m.in.: Moment z jednej całości, Cygaro dla potrzeb filmu, Na wskutek niestrawności czy Po.
Ma na swoim koncie album CD Złota kolekcja – Zakład dla normalnych (wyd. Pomaton EMI 2001), dwa single – „Piosenka dla chłopców od Brugela” / „Pory roku przy mojej ulicy” (wyd. Tonpress S-183), „Piosenka do przyjaciół” / „Dla jednego wariata co za mną lata” (wyd. Tonpress S-184) oraz kasetę Jan Wołek / Wolna Grupa Bukowina (wyd. Wifon 1978).
Wystąpił w roli tytułowej w teledysku do piosenki Maryli Rodowicz „Franek” (1984), pochodzącej z albumu Gejsza nocy (1986).
W 1987 został uhonorowany Nagrodą Artystyczną II stopnia Młodych im. Stanisława Wyspiańskiego w dziedzinie estrady i animacji życia kulturalnego. Laureat Nagrody Ministerstwa Kultury i Dziedzictwa Narodowego i nagrody 100-lecia ZAiKS-u (2018). W 2000 został odznaczony Krzyżem Kawalerskim Orderu Odrodzenia Polski przez prezydenta Aleksandra Kwaśniewskiego „za wybitne zasługi w działalności w ruchu studenckim, za osiągnięcia w pracy zawodowej i społecznej”. W 2001 na XXII Przeglądzie Piosenki Aktorskiej we Wrocławiu otrzymał Nagrodę im. Aleksandra Bardiniego. Za osiągnięcia w dziedzinie sztuki odznaczony srebrnym Medalem „Zasłużony Kulturze Gloria Artis” (2005) i Medalem Stowarzyszenia Autorów ZAiKS (2004).
Stypendysta MKiS i Japan Foundation. Honorowy Kawaler Polskiego Bractwa Kawalerów Gutenberga. Był związany ze Stowarzyszeniem Autorów ZAiKS i Radą Programowej TVP.
Był autorem tekstów piosenek do przedstawień teatralnych: Czerwony Kapturek Eugeniusza Szwarca (2002) w reż. Krzysztofa Babickiego na scenie Teatru im. Juliusza Osterwy w Lublinie, Ławeczka Aleksandra Gelmana (2003) w reż. Zbigniewa Zapasiewicza w Scenie na Piętrze w Poznaniu, Halucynacje Grzegorza Ciechowskiego (2008) w reż. Wojciecha Kościelniaka w Teatrze Piosenki we Wrocławiu, Świat wg Barda (2010) i Satanorium (2012) Jerzego Satanowskiego w Teatrze Atelier im. Agnieszki Osieckiej w Sopocie oraz Anna Karenina Lwa Tołstoja (2018) w reż. Janusza Kijowskiego w Teatrze im. Stefana Jaracza w Olsztynie.